# 879
Cette page concerne l'année 879  du calendrier julien. Pour l'année 879 av. J.-C., voir 879 av. J.-C.
L'année 879 est une année commune qui commence un jeudi.

## Événements
- Été : massacre de 120 000 (?) musulmans à Canton par les révoltés menés par Huang Chao[1].
- 20 octobre : début d'une nouvelle ère au Népal (Nepal Sambat (en)). Le roi Rhagavadeva, fondateur de la dynastie Thakuri, règne sur la vallée de Katmandou (fin en 920)[2]. Le Népal s'affranchit de la tutelle du Tibet.

### Europe
- 12 mars : mort du comte-évêque de Capoue Landolf II[3]. Ses neveux se partagent le comté. Pandonolf, restauré comme gastald de Capoue, déclenche la guerre civile le 8 mai suivant[4] contre ses cohéritiers avec l'aide du prince de Salerne Guaifer (fin en 882).

- 10 avril : le roi des Francs Louis II le Bègue meurt à Compiègne, alors qu'il préparait une expédition punitive contre le comte de Poitiers Bernard de Gothie réfugié à Autun. Les Grands du royaumes se divisent en deux factions. Les uns, dirigés par Gozlin, s'assemblent à Creil et offrent la couronne à Louis le Jeune, fils de Louis le Germanique. Les autres, conduit par Hugues l'Abbé, se réunissent à Meaux. Ils reconnaissent les fils du roi défunt, Louis III († 882) et Carloman († 884) malgré leur légitimité discutable pour faire opposition aux ambitions de Louis le Jeune ; ce dernier accepte finalement de se retirer quand l'assemblée de Meaux lui offre les droits de Charles le Chauve sur la Lorraine[5]. Les royaumes sont de fait gouvernés par les Grands. Hugues l'Abbé est le régent de Louis III.
- 12 avril : la « grande armée » , battue en Angleterre par Alfred le Grand, débarque dans l'estuaire de l'Escaut, pillent la Frise et la Flandre avant de passer en Lorraine ; certains groupes vont jusqu'en Provence[6].
- Mai : le duc de Croatie Zdeslav, pro-byzantin, est tué lors d'une révolte conduite par Branimir[7]. Après une nouvelle offensive de Byzance, Branimir (879-892) restaure l’Église soumise à l’autorité de Rome. Création des duchés de Croatie et de Slavonie.

- 14 juin : lettre du pape Jean VIII au roi de Moravie qui condamne la liturgie en langue slavone[8]. Méthode est convoqué à Rome pour se justifier. Il s'y rend et est confirmé dans sa fonction d’archevêque. La Grande-Moravie entre sous la protection du Saint-Siège.

- Juillet : des Vikings dévastent Thérouanne à partir de la Somme[9].
- 28 juillet[10] : des Vikings attaquent l'abbaye de Saint-Bertin[11]. Début de la fortification des deux abbayes de Saint-Omer par une même enceinte[12].

- 4 septembre : sacre de Louis III et de Carloman, co-rois de Francie occidentale, à l'abbaye de Ferrières par Anségise, l’archevêque de Sens[13].

- 6 octobre-11 novembre[14] : Charles le Gros est proclamé roi d'Italie par une diète.
- 15 octobre : Boson, poussé par sa femme Ermengarde, profitant de l'insécurité qui règne dans la Provence rhodanienne, entre en rébellion contre Charles, et est proclamé roi de Bourgogne et de Provence par les évêques et les grands de Bourgogne méridionale et de Provence au concile de Mantaille[15].

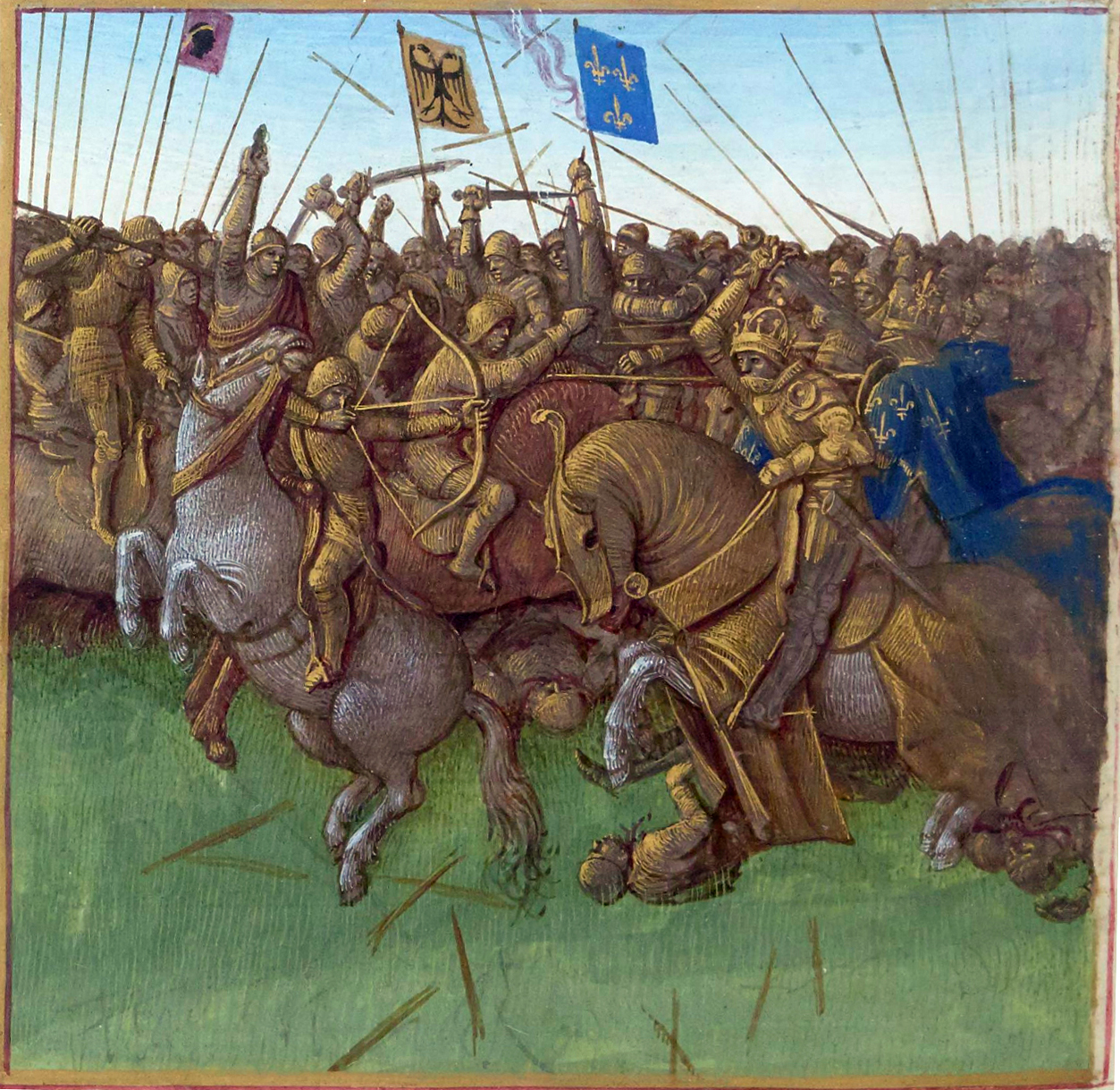
30 novembre : bataille de la Vienne. Grandes Chroniques de France, Jean Fouquet, vers 1455-1460

- 30 novembre : bataille de la Vienne[16]. Victoire de Louis III et Carloman II sur les Vikings de la Loire.
- Novembre :
  - Les Normands remontent l'Escaut jusqu’à Gand où ils hivernent[9]. Les années suivantes, ils pillent les régions d'Arras, de Cambrai et de Péronne puis avancent jusqu'à Noyon et Reims[17].
  - Ouverture d'un concile à Constantinople réuni par le patriarche Photios pour annuler les décisions du concile de 869 (fin le 13 mars 880). Il est considéré par l'Église orthodoxe comme le VIIIe concile œcuménique[18].

- Le roi de Germanie Louis III le Jeune s’empare de la Bavière[19] aux dépens de son frère Carloman, puis de la Lotharingie occidentale.
- Début du soulèvement du muladi Omar ibn Hafsun en Espagne. Descendant chrétien d’un comte wisigoth, il crée une principauté indépendante avec pour centre Bobastro, près de Malaga, d’où il ne cesse d’attaquer Cordoue (879-918)[20].
- À la mort de Riourik, son fils Igor lui succède dans la principauté de Novgorod (fin en 912). Igor n’étant encore qu’un enfant, c’est Oleg le Sage, un parent de Riourik, qui assure la régence[21].
- Fondation du monastère de Ripoll en Catalogne par Guifred le Velu (879-880)[22].